# Хазретовка
Хазретовка (каз. Қaзірет) — село в Мартукском районе Актюбинской области Казахстана. Административный центр Хазретовского сельского округа. Код КАТО — 154637100.

## Население
В 1999 году население села составляло 809 человек (409 мужчин и 400 женщин). По данным переписи 2009 года, в селе проживал 671 человек (347 мужчин и 324 женщины).